# Horst Griese
Horst Griese (* 7. Dezember 1927 in Weisen; † 6. April 2021 in Moers) war deutscher Verwaltungsjurist und kommunaler Wahlbeamter.

## Werdegang
Nach seiner Abiturprüfung 1947 an der Oberschule für Jungen in Perleberg studierte Griese Rechtswissenschaft an der Humboldt-Universität zu Berlin, der Universität Hamburg, der Freien Universität Berlin sowie der Universität Bonn. Im Jahr 1959 promovierte Griese an der Rechtswissenschaftlichen Fakultät der Universität Köln über das Thema Grenzen der Sicherheit von Mobiliarkrediten im Recht der USA.
Ab 1960 war Griese Regierungsassessor im Dienst des Landes Nordrhein-Westfalen. Während seiner Tätigkeit im Dienst des Landes wurde er zum staatlichen Kommissar für die Rückgliederung von Elten, das 1949 dem niederländischen Hoheitsgebiet zugeschlagen worden war, ernannt.
Von 1967 bis zu dessen Auflösung war Griese Oberkreisdirektor des Kreises Dinslaken (Nordrhein-Westfalen). Im Frühsommer 1975 wurde er in einer Kampfabstimmung zum Oberkreisdirektor des neu gebildeten Kreises Wesel gewählt.
Ein Meilenstein in seiner Amtszeit war der Bau des Kreishauses in der Kreisstadt Wesel, das er 1984 im Beisein des damaligen NRW-Innenministers Herbert Schnoor einweihen konnte. Griese wurde 1987 vom Kreistag einstimmig als Oberkreisdirektor wiedergewählt und ging 1992 als dienstältester Oberkreisdirektor des Landes in Pension. Er war Mitglied der SPD, aus der er in den 2000er-Jahren austrat. Zuletzt lebte er in einem Orsoyer Altenheim. Griese war verheiratet und zweifacher Vater.

## Ehrungen
- 1974: Verdienstkreuz am Bande der Bundesrepublik Deutschland[8]
- 1995: Verdienstorden des Landes Nordrhein-Westfalen[8]